# Luis Moreira
Luis Moreira (Portoviejo, Provincia de Manabí, Ecuador, 23 de septiembre de 1978), más conocido como "El Tony" Moreira, es un exfutbolista ecuatoriano. Jugaba de volante ofensivo y su último equipo fue el Club Deportivo Atlético Audaz de la Segunda Categoría de Ecuador.

## Trayectoria
Se inició como futbolista desde muy pequeño en un club amateur de Manabí llamado Imperial. A los 16 años viajó a Guayaquil y se inscribió en las divisiones menores de Emelec y ese mismo año disputó la Copa Mundial de Fútbol Sub-17 de 1995. Al año siguiente, en 1996, debutó en Primera División. A pesar de haber jugado algunos partidos con el primer plantel, fue parte de un proyecto de renovación del dirigente Omar Quintana: "Los Extraterrestres", junto con otros jóvenes como Moisés Candelario, Giancarlos Ramos, Iván Kaviedes, Carlos Hidalgo, entre otros. En 1999 fue llamado por primera vez por la Selección ecuatoriana para jugar la Copa Canadá y también participó en la Copa América.
Los últimos meses del 2001 fue prestado al Santa Rita de la Serie B y fue vicecampeón de la Copa Merconorte, al perder la final en penales ante Millonarios. Al volver a Emelec en el 2002 fue bicampeón. En el 2003 jugó en el Deportivo Cuenca y en el 2004 en el Audaz Octubrino y El Nacional. A mitad del 2005 fue fichado por el Delfín que jugaba en la Serie B. La siguiente temporada jugó en la LDU de Loja y luego volvió al Delfín SC.
Después en el 2007 pasó al Deportivo Azogues que recién había ascendido a Primera División hace seis meses y en el 2008 estuvo en el Deportivo Quito. En el 2009 al no tenerlo en los planes el D.T. Rubén Darío Insúa, retornó al Deportivo Azogues que ya había descendido a la Serie B.

## Selección nacional

### Categorías inferiores

#### Participaciones en Copas del Mundo Juveniles
| Mundial                     | Sede    | Resultado        | PJ | GA | Asis |
| --------------------------- | ------- | ---------------- | -- | -- | ---- |
| Copa Mundial Sub-17 de 1995 | Ecuador | Cuartos de final | 4  | 1  | 0    |

### Selección absoluta
Ha sido internacional con la Selección de fútbol de Ecuador en 6 ocasiones. Debutó el 2 de junio de 1999 frente a Irán en la Copa Canadá.

#### Participaciones enCopas América
| Torneo            | Sede     | Resultado      | PJ | GA | Asis |
| ----------------- | -------- | -------------- | -- | -- | ---- |
| Copa América 1999 | Paraguay | Fase de grupos | 2  | 0  | 0    |

## Clubes
| Club                   | País    | Año       |
| ---------------------- | ------- | --------- |
| Emelec                 | Ecuador | 1996-2001 |
| Santa Rita             | Ecuador | 2001      |
| Emelec                 | Ecuador | 2002      |
| Deportivo Cuenca       | Ecuador | 2003      |
| Audaz Octubrino        | Ecuador | 2004      |
| El Nacional            | Ecuador | 2004-2005 |
| Delfín                 | Ecuador | 2005      |
| LDU de Loja            | Ecuador | 2006      |
| Delfín                 | Ecuador | 2007      |
| Deportivo Azogues      | Ecuador | 2007      |
| Deportivo Quito        | Ecuador | 2008      |
| Deportivo Azogues      | Ecuador | 2009      |
| Rocafuerte Fútbol Club | Ecuador | 2010      |
| Huaquillas Fútbol Club | Ecuador | 2011      |
| Atlético Audaz         | Ecuador | 2011      |

## Palmarés

### Campeonatos nacionales
| Título             | Club            | País    | Año  |
| ------------------ | --------------- | ------- | ---- |
| Serie A de Ecuador | Emelec          | Ecuador | 2001 |
| Serie A de Ecuador | Emelec          | Ecuador | 2002 |
| Serie A de Ecuador | Deportivo Quito | Ecuador | 2008 |

- Datos: Q3840392